# Arget
Arget é uma comuna francesa na região administrativa da Nova Aquitânia, no departamento dos Pirenéus Atlânticos. Estende-se por uma área de 3,95 km². Em 2010 a comuna tinha 79 habitantes (densidade: 20 hab./km²).